# Brzuchowice (gmina)
Brzuchowice – dawna gmina wiejska w powiecie lwowskim województwa lwowskiego II Rzeczypospolitej. Siedzibą gminy były Brzuchowice.

## Historia
Gminę utworzono 1 sierpnia 1934 r. w ramach reformy na podstawie ustawy scaleniowej z dotychczasowych gmin wiejskich: Borki Dominikańskie, Borki Janowskie, Brzuchowice, Hołosko Wielkie, Kościejów, Kozice, Rokitno, Rzęsna Polska, Rzęsna Ruska, Wólka Hamulecka, Zarudce, Zaszków, Zawadów.
Wójtem (naczelnikiem) gminy był do 1939 dr Paweł Csala. Według innej wersji w 1939 wójtem był inż. Witold Hartel.
Pod okupacją niemiecką w Polsce (GG) gminę zniesiono, włączając ją do nowo utworzonych gmin Zaszków (Borki Dominikańskie, Borki Janowskie, Kościejów, Rokitno, Wólka Hamulecka, Zarudce, Zaszków i Zawadów) i Janów (Kozice) oraz do Lwowa (Brzuchowice, Hołosko Wielkie, Rzęsna Polska i Rzęsna Ruska).
Po II wojnie światowej obszar gminy został odłączony od Polski i włączony do Ukraińskiej SRR.